# Internationale Kamer van Koophandel

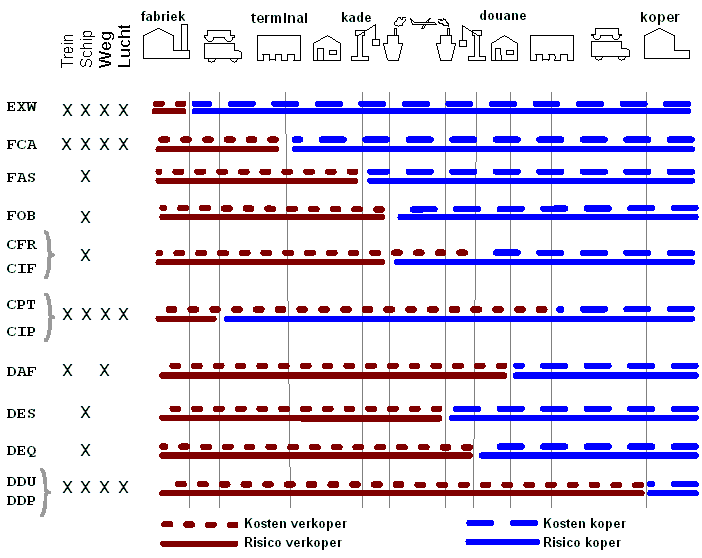
Incoterms

De Internationale Kamer van Koophandel, in het Engels: International Chamber of Commerce (ICC), is de grootste handelsorganisatie in de wereld. Deze organisatie vertegenwoordigt meer dan duizend aangesloten bedrijven, afkomstig uit meer dan 180 landen.
De activiteiten van de ICC bestaan uit: regelgeving, geschillenbeslechting en beleidsbeïnvloeding. De ICC heeft een belangrijke rol in het opstellen van internationale regels met betrekking tot de internationale handel, onder andere via de ICC Rules of Arbitration. en de Incoterms.

## Geschiedenis
De Internationale Kamer van Koophandel werd opgericht in 1919. Het doel was om de wereldeconomie te herwaarderen door het promoten van handel en investeringen, open markten en diensten en vrij verkeer van kapitaal. Het internationale secretariaat van de ICC werd opgericht in Parijs. In 1923 werd het internationaal hof van arbitrage opgericht (International Court of Arbitration).
De eerste voorzitter van de Internationale Kamer van Koophandel was de Franse minister van financiën, Etienne Clémentel. De huidige ICC-voorzitter is Harold McGraw III.

## Lidmaatschap
Er bestaan twee mogelijkheden om lid te kunnen worden van de ICC:
1. Door verwantschap met een ICC nationaal comité of groep.
2. Door een directe toekenning van het lidmaatschap, indien een nationaal comité of groep nog niet opgericht is in een land.

## Internationale arbitrage
De ICC Rules of Arbitration worden bij het internationaal zakendoen vaak overeengekomen, hoofdzakelijk omdat het beslechten van geschillen buiten de publiciteit plaats kan vinden en zelf het recht kan worden gekozen waaronder het geschil wordt beslecht. De regels voor internationale arbitrage bestaan uit niet verplichte regelgeving, men kan ze vrijwillig overeenkomen. Het Vierde Boek: Arbitrage van het Wetboek van Burgerlijke Rechtsvordering, maakt dit in Nederland mogelijk, in België het Gerechtelijk Wetboek, Deel VI:  Arbitrage. Onder Belgisch en Nederlands recht kan uiteindelijk alsnog de rechter beslissen, via een exequatur.
Nederland heeft ook een eigen instelling die arbitrage kan doen, het Nederlands Arbitrage Instituut, via het NAI Arbitragereglement.
De ICC zetelt ook in een aantal zaken van investeerder-staatarbitrage.

## Regerende organen

### Wereldraad
De wereldraad is het hoogste regerend orgaan van de ICC. Het bestaat uit vertegenwoordigers van de nationale comités. De wereldraad organiseert verkiezingen voor de meest belangrijke functies, namelijk de voorzitter en vicevoorzitter. Deze procedure wordt om de twee jaar herhaald.

### Raad van bestuur
De strategische aspecten van de ICC worden geregeld door de raad van bestuur. Het bestaat uit meer dan 30 zakenleiders en ex-leden. De leden van de raad van bestuur komen om de drie jaar samen. Gedurende deze meetings herziet de raad van bestuur de prioriteiten en de implementatie van de beleidsverklaringen van de ICC.

### Internationaal secretariaat
Het internationaal secretariaat is gesitueerd in Parijs. Dit onderdeel is het operationele orgaan van de ICC. Dit regerend orgaan wordt bestuurd door de Secretaris-Generaal. Deze persoon wordt verkozen door de wereldraad.

### Nationale comités
92 van de aangesloten landen hebben nationale comités opgericht. Niet elk aangesloten land heeft dit. In de landen waar geen enkel nationaal comité is opgericht kunnen bedrijven of organisaties lid worden via een directe toekenning van lidmaatschap.

### Financiële comité
Het financiële comité adviseert de raad van bestuur met betrekking tot de financiële aspecten. Het financiële comité is verantwoordelijk voor het opmaken van de begroting en het stelselmatig versturen van rapporten naar de raad van bestuur.